# Dargo
Dargo is een plaats in de Australische deelstaat Victoria en telt 144 inwoners (2006).